# معركة ستراسبورغ
دارت معركة ستراسبورغ، المعروفة أيضًا باسم معركة أرجينتوراتوم، في عام 357 بين الجيش الروماني الغربي بقيادة القيصر (نائب الإمبراطور) جوليان واتحاد القبائل الألامانية بقيادة الملك الأسمى المشترك شنودومار. وقعت المعركة بالقرب من ستراسبورغ (ألزاس، فرنسا) المسماة أرجينتوراتوم وفق أميانوس مارسيليانوس، أو أرجينتورات كما في اللوحة البويتينغرية (القسم 2). على الرغم من قلة العدد، حقق الجيش الروماني نصرًا حاسمًا بعد صراع صعب مع الألامانيين. وكانت الخسائر في صفوفهم بسيطة، دفع الرومان الألامانيين إلى ما وراء النهر وكبدوهم خسائر فادحة. كانت القوة الرومانية، جيش المرافقة الإمبراطوري لجوليان، صغيرة ولكنها ذات جودة عالية. كُسبت المعركة بفضل مهارة المشاة الرومان رغم الأداء الضعيف لسلاح الفرسان الروماني في البداية.
مثلت المعركة ذروة حملات جوليان في الفترة 355-357 الساعية إلى طرد اللصوص البرابرة من بلاد الغال واستعادة خط التحصينات الدفاعي الروماني على طول نهر الراين، والذي دُمر خلال الحرب الأهلية الرومانية في الفترة 350-353. في السنوات التي تلت انتصاره في ستراسبورغ، تمكن جوليان من إصلاح الثكنات في حصون الراين ودعمها وفرض التبعية على القبائل الجرمانية خارج الحدود.

## الألامانيون
خلال القرن الثالث، تجمعت قبائل جرمانيا ليبرا («ألمانيا الحرة» أي ألمانيا خارج الإمبراطورية) الصغيرة والمجزأة على ما يبدو في اتحادات كبيرة غير قوية: الفرنجة (شمال غرب ألمانيا) والألامانيون (جنوب غرب ألمانيا) والبرغنديون (وسط ألمانيا). على الرغم من كونها ممزقة بالخلافات الداخلية، استطاعت هذه الاتحادات أن تحشد قوى كبيرة وربما شكلت تهديدًا أكبر للإمبراطورية مما ظُن سابقًا.
استعمر الألامانيون، الذين جاؤوا في الأصل من وادي نهر ماين في وسط ألمانيا، أغري دوكيوماتيس (وهي تقريبًا ولاية بادن-فورتمبيرغ الحديثة في جنوب غرب ألمانيا) عندما أُخليت المنطقة من قبل الرومان في منتصف القرن الثالث بعد انتمائها إلى مقاطعة جرمانيا الكبرى الرومانية لأكثر من 150 عامًا. أنشأ الألامانيون سلسلة من الباجي الصغيرة («كانتونات»)، معظمها ممتدة على طول الضفة الشرقية للراين (على الرغم من أن عددًا قليلًا منها كان في المناطق النائية). العدد الدقيق وامتداد هذه الكانتونات غير واضحًا ومن المحتمل أنه تغير مع مرور الوقت. شكلت الباجي، أزواج مجتمعة منها عادةً، ممالك (ريجنا) والتي كان يُعتقد عمومًا أنها دائمة ومتوارثة.
قُدر عدد السكان الجرمانيين الكلي لألامانيا في هذا الوقت بنحو 120,000 – 150,000. يُقارن هذا مع نحو 10 ملايين نسمة في بلاد الغال الرومانية. كان المجتمع الألاماني مجتمعًا محاربًا عنيفًا قائمًا على القبائل المتناحرة، وأرضًا خصبة لإعداد المحاربين الجيدين.
في هذا الوقت من تاريخ ستراسبورغ، يبدو أن الاتحاد الألاماني كان تحت رئاسة اثنين من الملوك الأسمى هما شنودومار وويسترالب. شكل شنودومار القوة الدافعة. وهو رجل ذو مكانة وقوة وطاقة مذهلة، وكان يُلقبه الرومان بجيغاس («العملاق»). كان مظهره مهيبًا بخوذته «اللامعة» (ربما كانت مُذهّبة) ودرع الاستعراض الكامل خاصته. يصفه أميانوس بأنه «العقل المدبر الشرير» وراء غزو بلاد الغال. كان هناك 7 ملوك آخرين (ريجيس) تحت حكم الملك الأسمى. من المحتمل أن الملوك الصغار (ريجولي) الذين ذكرهم أميانوس كانوا حكام الباجي. تلت طبقة النبلاء الطبقة الملكية (أطلق عليهم الرومان اسم أوبتيميتس) وتلتهما طبقة المحاربين (أرماتي). كان المحاربون مؤلفين من عصابات حرب محترفة وقوات مجندة من الرجال الأحرار. يمكن لكل رجل نبيل أن يحشد ما معدله 50 محاربًا. 

## خلفية: الغزو البربري لبلاد الغال
في يناير 350، حكمت الإمبراطورية الرومانية من قبل نجلين لقسطنطين، أغسطسَين (وهما إمبراطوران مشتركان) قنسطنس الذي حكم الغرب، وقنسطانطيوس الثاني في الشرق (خُلع الشقيق الثالث، قسطنطين الثاني، وقُتل على يد عملاء قنسطنس في عام 340).
لكن في ذلك الشهر، أُطيح قنسطنس بدوره وقُتل على يد غاصب الحكم ماغننتيوس، وهو أحد الليتاي من بلاد الغال والذي كان كوميس (قائد) للواء نخبة في كومتاتيس (جيش المرافقة الإمبراطوري) قنسطنس. في الشرق، انخرط قنسطانطيوس في حرب طويلة ضد الفرس في عهد الشاه سابور الثاني (337-350). لكنه أبرم هدنة على الفور ليتعامل مع ماغننتيوس. قاد الكومتاتيس خاصته إلى إليريكم حيث تولى قيادة الكومتاتيس المحلية أيضًا، لتصل قوته الضاربة مجتمعة إلى نحو 60,000. حشد ماغننتيوس جيشًا يتألف من كومتاتيس الغال (قرابة 25,000 رجل) وربما بعض الفرنجة وساكسون فيوديراتي (حلفاء) وزحف نحو إليريكم لمواجهة قنسطانطيوس.
انتهز الفرنجة والألامانيون على حدود الراين الفرصة التي يتيحها غياب أفضل القوات الرومانية في الحرب الأهلية لاجتياح جزء كبير من بلاد الغال الشرقية ورائيتيا. يدّعي ليبانيوس أنهم حُرضوا على القيام بذلك من خلال رسائل من قنسطانطيوس بهدف إحداث إلهاء في مؤخرة جيش ماغننتيوس. استولى البرابرة على الكثير من الحصون الرومانية على طول نهر الراين وهدموا تحصيناتهم وأقاموا معسكرات دائمة على الضفة الغربية للنهر، والتي استخدموها لتكون قواعد لنهب بلاد الغال خلال السنوات الأربع التي استمرت فيها الحرب الأهلية (350-353). أُفيد بأن ما يزيد عن 20,000 مدني روماني اختُطفوا من بلاد الغال وأُجبروا على العمل في حقول الألامانيين. ما قوّى غارات الألامانيين في بلاد الغال من خلال تخلص الكثيرين من الحاجة للعمل في دورة الحصاد.